# Pietro Bianchi (cestista)
Pietro Bianchi (Varese, 15 luglio 1973) è un ex cestista italiano.

## Palmarès
- Coppa Italia di Legadue: 1

Veroli: 2009